# Зігфрід Бернфельд

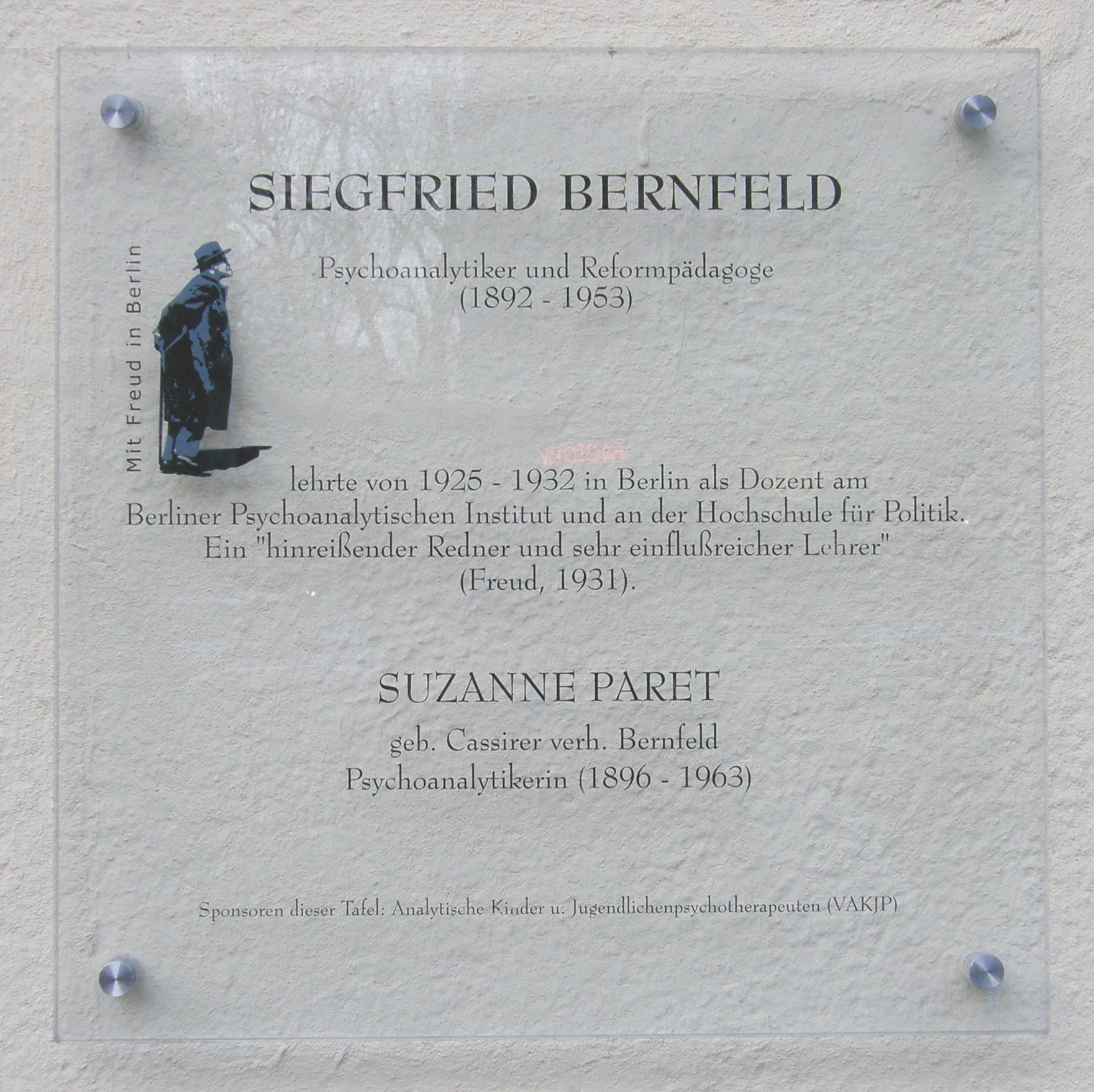
Меморіальна таблиця в Берліні

Зі́гфрід Бе́рнфельд (нім. Siegfried Bernfeld; нар. 7 травня 1892, Львів — пом. 2 квітня 1953, Сан-Франциско) — австрійський психолог, психоаналітик, один із піонерів нової освіти.
Студентом пристав до психоаналітичного руху, був одним із перших членів Віденського психоаналітичного товариства. З 1922 по 1925 роки практикував психоаналіз у Відні, з 1925 по 1932 роки — Берлінському психоаналітичному інституті. Повернувся до Відня, а пізніше Ментона, де мешкав до 1936 року. Відтак остаточно емігрував до США, де оселився у Сан-Франциско.
Бернфельд відомий завдяки дослідженням зв'язків між психоаналізом та теорією навчання, роллю освіти, питаннями суспільних змін та нерівностей. Був одним із перших прихильників фройдо-марксизму, розвивав теорії, що стосувалися зв'язків психоаналізу із соціалізмом. У 1917—1921 роках керував Zionistischen Zentralrat für West-Österreich, з 1919 року очолював Kinderheim Baumgarten (організацію, що опікувалася бездомними єврейськими дітьми з території Польщі).
Бернфельд є автором праці на тему психології новонародженого «Psychologie des Säuglings», 1925 року опублікував свою теорію освіти в праці «Sisyphos».

## Вибрані праці
Статті
- Sozialismus und Psychoanalyse. «Der Kampf. Sozialdemokratische Monatsschrift» (Wien), Band 19, Heft 9 (1926), s. 385—389
- Zur Frage: Psychoanalyse und Marxismus. [w:] Der Klassenkampf. Marxistische Blätter (Berlin), Band 2, Heft 3 (1928), s. 93
- Über die psychoanalytische Ausbildung (1952) (Aus dem Archiv der Psychoanalyse). «Psyche» 38. Jg, S. 437—459 (1984)

Книги
- Die neue Jugend und die Frauen, Wien ; Leipzig: Kamoenenverlag, 1914
- Das jüdische Volk und seine Jugend, Berlin ; Wien ; Leipzig: Löwit, 1919
- Kinderheim Baumgarten: Bericht über einen ernsthaften Versuch mit neuer Erziehung, Berlin: Jüdischer Verlag, 1921
- (Hg.) Vom Gemeinschaftsleben der Jugend: Beiträge zur Jugendforschung. Wien: Internationaler Psychoanalytischer Verlag, 1922 (link)
- Psychologie des Säuglings, Wien: J. Springer, 1925
- Sisyphos oder die Grenzen der Erziehung, Wien: Internationaler Psychoanalytischer Verlag, 1925; Neudruck: Frankfurt/M.: Suhrkamp 1967, 10. Aufl. 2006 ISBN 3-518-27637-9